# 9K311/9M311 Strela
El Strela-1 9K31/9M31 (en ruso: 9К31 «Стрела-1»; español: Flecha), es un sistema de misiles tierra-aire de corto alcance; de baja altitud y guiado por dispositivos infrarrojos 9M31. Originalmente desarrollado de la URSS bajo la designación de la GRAU como el 9K31, aunque en Estados Unidos y naciones aliadas a este o a la alianza atlántica es comúnmente conocido por su designación OTAN; que es la SA-9 Gaskin. El sistema consta de un vehículo anfíbio BRDM-2 y un montaje de cuatro misiles 9M31.

## Historial de Desarrollo
Los misiles utilizados en este sistema se han desarrollado junto con el omnipresente sistema portátil de misiles Strela-2 (Designación OTAN SA-7 "Grial"), en la década de 1960. Al principio los misiles estaban destinados a ser sistemas portátiles; pero cuando se hizo obvio que los Strela-2 serían más efectivos que el Strela-1, los objetivos de desarrollo del Strela-1 cambiaron. En lugar de ser un sistema portátil pasaron a ir montados en un vehículo para apoyar a los Shilka.
Como resultado del cambio en el papel y en los límites de peso, más laxos para un SAM montado en un vehículo, el equipo de diseño hizo un misil 9M31 mucho más pesado, lo que permitió menos concesiones de diseño que en el caso de Strela-2 para obtener un rendimiento aceptable. La diferencia más notable es el diámetro más grande de los misiles y una cabeza buscadora contundente que ocupa todo el ancho del cuerpo del misil.
El 9M31 también tuvo una cabeza dos veces más pesada que la ordinariamente usada, una espoleta de proximidad y la configuración de la superficie de control más eficaz para proporcionar una mejor maniobrabilidad; pero a costa de una mayor resistencia. El resultado final fue un misil con cuatro veces el peso de Strela-2, con un alcance un poco más largo pero por lo demás con un rendimiento mucho mejor.

### Vehículo
Cada vehículo lleva cuatro misiles listos para disparar. La recarga se realiza manualmente y la tasa de fuego se calcula en unos 5 minutos tras su recarga. Las cajas de los misiles tienen un tamaño reducido para el transporte. Esto se hizo con el fin de reducir la altura total del vehículo. El conductor y el comandante tienen un periscopio para ver fuera del vehículo cuando las compuertas están cerradas.
Aparte del rediseño en la nueva torreta, el otro gran cambio en el chasis BRDM-2 es el desmontaje de las ruedas de la parte central del casco, y que se suponen eran instaladas para mejorar el desempeño a campotraviesa. El vehículo cuenta con sistemas de visión infrarroja para el comandante y el conductor. El vehículo incorpora de serie algunos sistemas de protección ABQ como sobrepresión y filtrado, comunes en los blindados soviéticos. Los misiles se pliegan a los lados de la torreta para así reducir la altura del vehículo durante su operación. Cada blindado pesa de 7 toneladas, y cuenta con un motor que entrega hasta 140 CV; aparte de un sistema de control central presión para los neumáticos, que muestra en un panel la presión en las llantas y los rellena de manera automática en caso de pinchazos.

## Despliegue

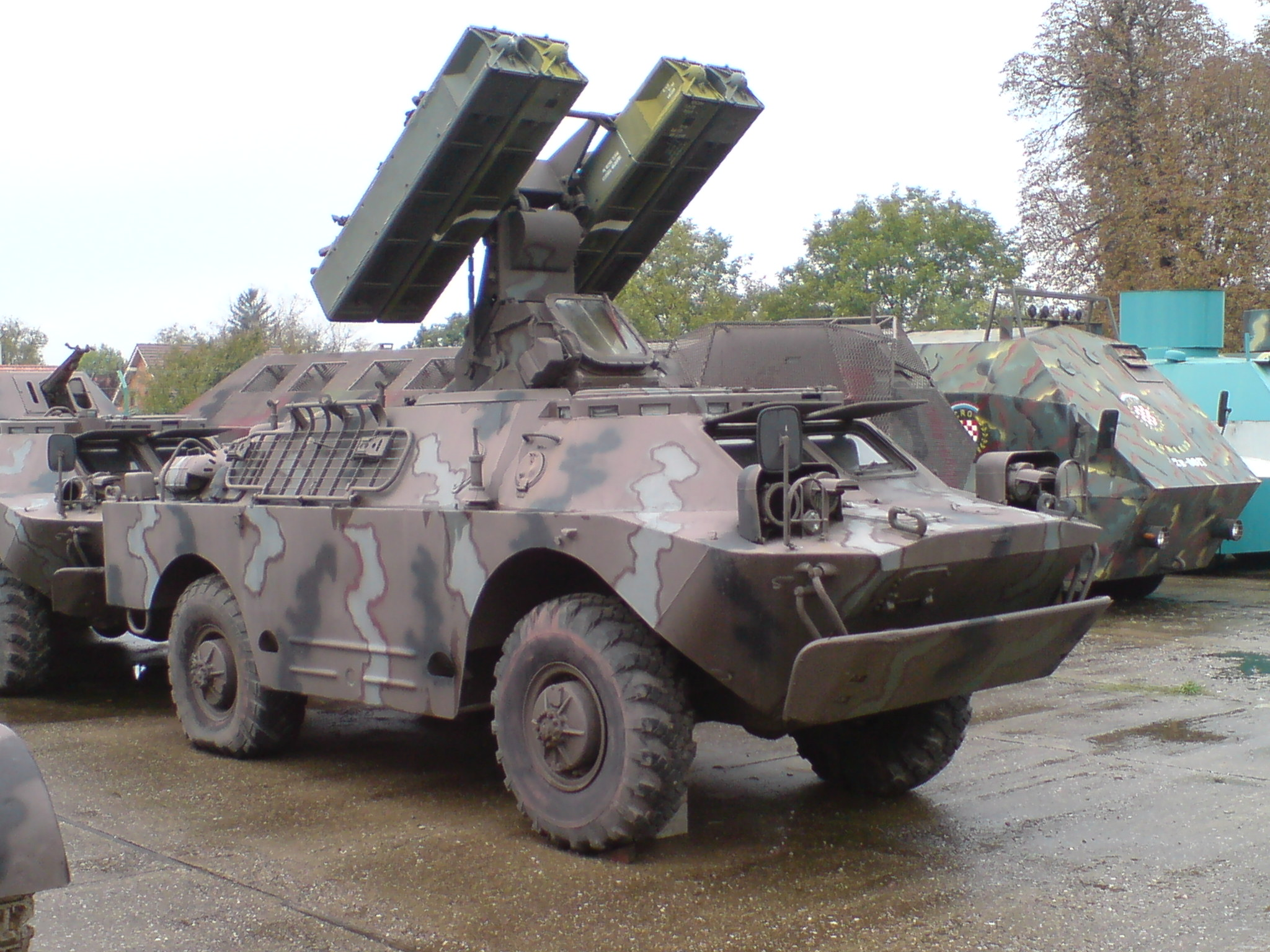
9K31 croata.

El Strela-1 se desplegó en baterías de defensa tierra-aire de corto alcance en regimientos motorizados y regimientos de tanques soviéticos. La batería consiste en un pelotón de cuatro ZSU-23-4 Shilkas, y un pelotón de cuatro SAM Strela-1. Cada pelotón Strela-1 contiene, además de un vehículo de mando, un TEL equipado con un sistema de radar de detección pasiva similar a un receptor de alerta radar, y varios más (generalmente tres) sin ningún tipo de sistema de radar. El sistema de detección de radar es el 9S16 "Flat Box" y consta de cuatro sensores instalados alrededor del vehículo BRDM dándole cobertura de 360 grados. Este sistema no emite energía de radar, pero pueden detectar ondas de radio emitidas desde un avión, dando la advertencia del vehículo sobre las aeronaves que llegan y ayudar en la adquisición de la aeronave de destino con el sistema óptico.
La forma corriente de despliegue para éstas unidades era la de lanzar dos misiles por cada objetivo a alcanzar. De esta manera se mejoran las posibilidades de destruir al enemigo.
En Rusia, el 9K31 Strela-1 del sistema fue reemplazado por el 9K35 Strela-10.

## Operadores

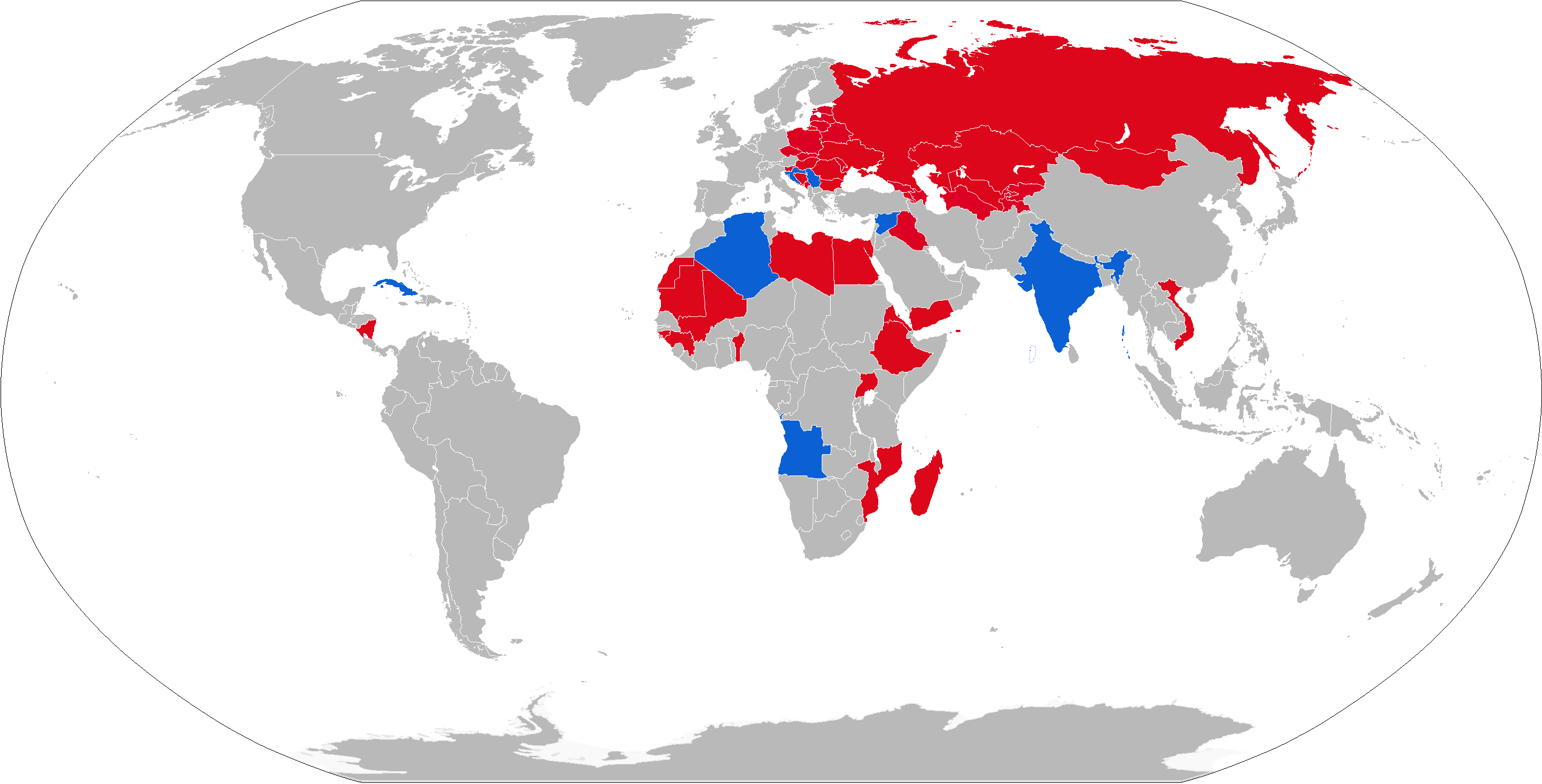
Mapa de operadores del 9K31 en azul con antiguos operadores en rojo

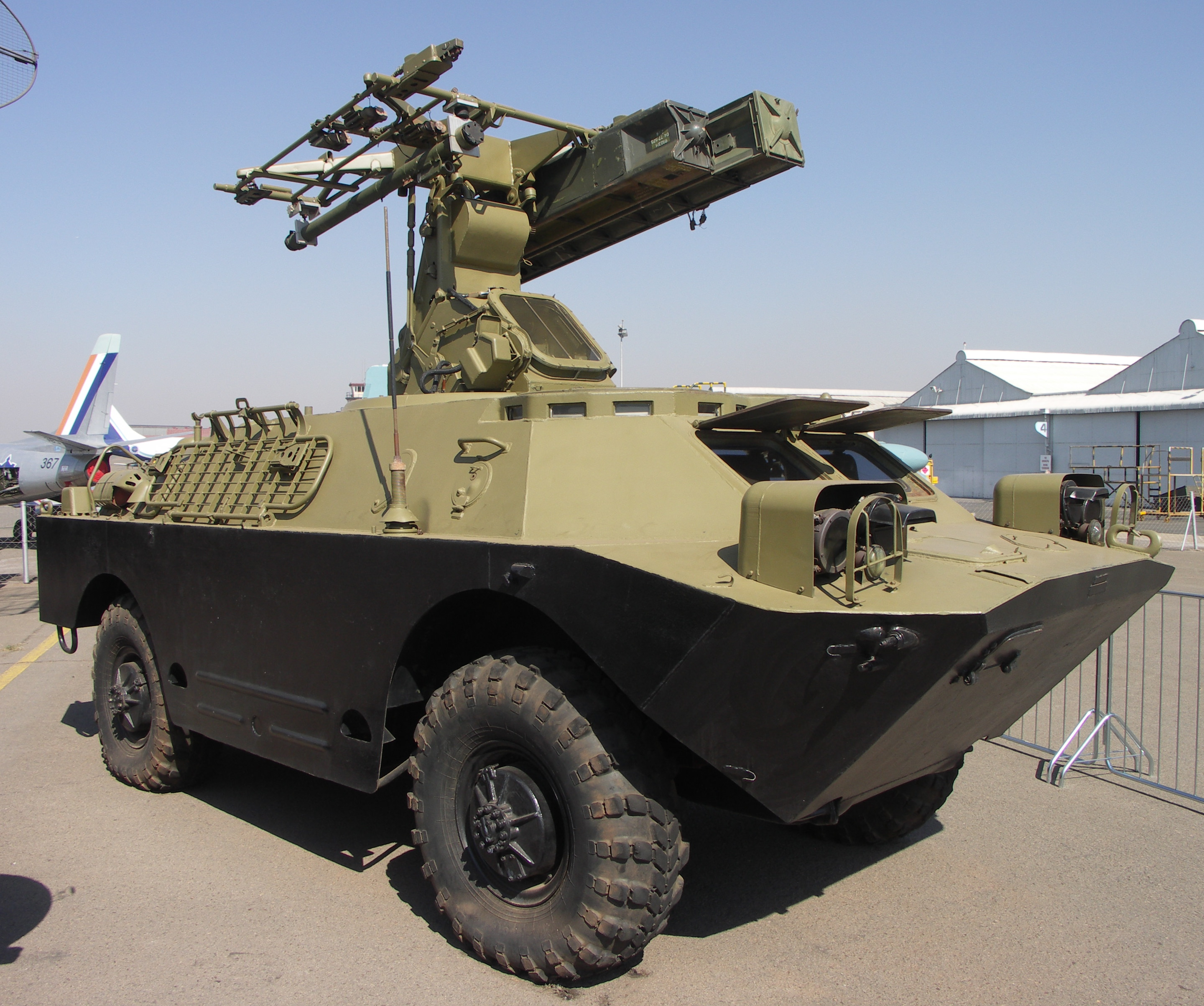
9K31 angoleño capturado por tropas sudafricanas durante la Operación Askari.

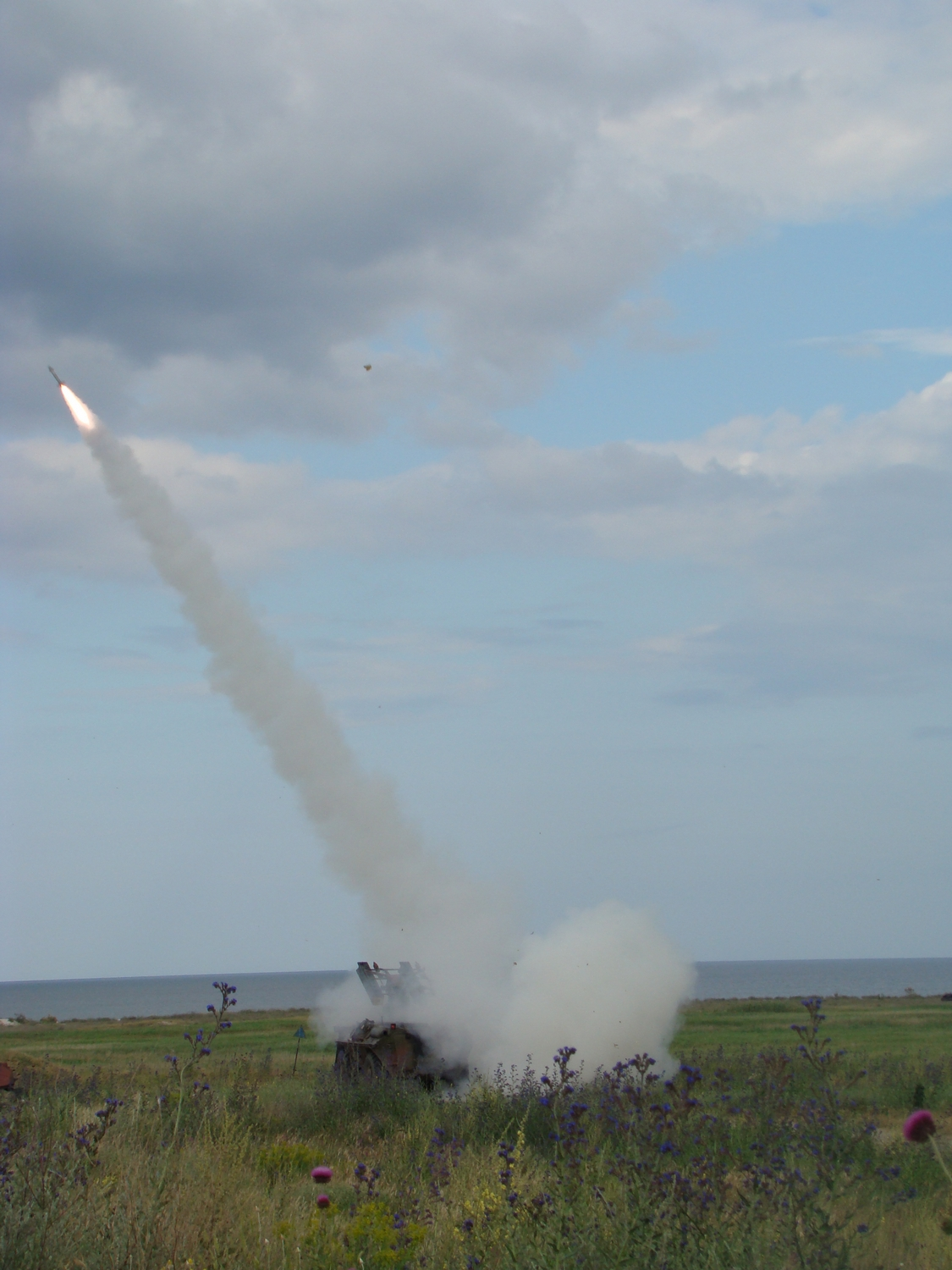
Lanzamiento de misiles de un CA-95 rumano (9K31 Strela-1 construido con licencia utilizando un vehículo TABC-79 en lugar de un BRDM-2).

### Actuales
- Argelia - 46[2]
- Angola
- Armenia
- Benín - 4[1]
- Bulgaria - 50,[1] en proceso de retirarlos
- Cuba - 80[1]
- Croacia
- Bosnia y Herzegovina 34 + (5)
- Egipto - 20
- Etiopía
- Hungría - 28
- India - 400[1]
- Libia - 60[1]
- Mongolia
- Mauritania - 4[1]
- Mozambique
- Nicaragua
- Polonia
- Rumania - 48 producidos bajo licencia como CA-95
- República Árabe Saharaui Democrática[3]
- Serbia - 25
- Siria
- Uganda
- Ucrania
- Uzbekistán
- Vietnam

### Antiguos operadores
- Checoslovaquia
- Irak
- Eslovenia
- Unión Soviética
- Yemen